# Wilhelm Jockusch
Wilhelm Jockusch (* 16. September 1867 in Bielefeld; † 21. November 1945 ebenda) war Oberbürgermeister der Stadt Lüdenscheid.

## Leben
Wilhelm Jockusch wurde nach dem Studium der Rechtswissenschaften und Staatswissenschaften in Tübingen (Mitglied der Studentenverbindung Saxonia), Leipzig, Kiel und Berlin Rechtsreferendar und promovierte 1892 im Fach Volkswirtschaft und Finanzwirtschaft mit der Dissertation „Über Lassalles ehernes Lohngesetz“. Nach dem Assessorexamen im Februar 1894 war er in verschiedenen Orten Deutschlands tätig, bevor er am 12. März 1896 zum Bürgermeister der Stadt Lüdenscheid gewählt und am 16. Juni in sein Amt eingeführt wurde. 1907 wurde Lüdenscheid Kreisfreie Stadt und damit führte der Bürgermeister den Titel Oberbürgermeister. Zum 31. März 1930 schied Jockusch aus dem Amt und war danach als Generaldirektor der Elektromark tätig.
Bei seiner Verabschiedung wurde ihm das Ehrenbürgerrecht der Stadt Lüdenscheid verliehen.
Zu seinem Gedenken wurde die frühere Sadowastraße nach ihm benannt.